# کردناس، تاباسکو
کردناس (به اسپانیایی: Cardenas) از شهرهای کشور مکزیک است که در ایالت تاباسکو قرار دارد و جمعیت آن طبق سرشماری سال ۲۰۱۰ میلادی ۹۱٬۵۵۸ نفر بوده است.